# Offignies
Offignies is een gemeente in het Franse departement Somme (regio Hauts-de-France) en telt 65 inwoners (2009). De plaats maakt deel uit van het arrondissement Amiens.

## Geografie
De oppervlakte van Offignies bedraagt 4,5 km², de bevolkingsdichtheid is dus 14,4 inwoners per km².
De onderstaande kaart toont de ligging van Offignies met de belangrijkste infrastructuur en aangrenzende gemeenten.

## Demografie
Onderstaande figuur toont het verloop van het inwonertal (bron: INSEE-tellingen).